# NGC 573
NGC 573 je galaksija u zviježđu Andromeda.

## Vanjske poveznice
- SEDS: NGC 0573